# Xanthotype caelaria
Xanthotype caelaria är en fjärilsart som beskrevs av George Duryea Hulst 1886. Xanthotype caelaria ingår i släktet Xanthotype och familjen mätare. Inga underarter finns listade i Catalogue of Life.